# Mendicanti di Spagna
Mendicanti di Spagna (Beggars in Spain) è un romanzo di fantascienza di Nancy Kress, pubblicato per la prima volta in forma breve a puntate nella rivista Asimov's Science Fiction nel 1991 ed espanso nel 1993. Il romanzo breve (tradotto in italiano coi titoli Modificazione genetica, Dormire, forse sognare... e Mendicanti in Spagna) fu vincitore del Premio Nebula, del Premio Hugo 1992 e di altri premi; nella versione lunga fu candidato sia per il Premio Nebula sia per l'Hugo, senza tuttavia vincerli.
Il ciclo è continuato con i romanzi Mendicanti e superuomini (Beggars and Choosers, 1994), La rivincita dei mendicanti (Beggars Ride, 1996) e Cani dormienti (Sleeping Dogs, 1999).

## Storia editoriale
Beggars in Spain fu pubblicato originariamente come romanzo breve a puntate nella rivista Asimov's Science Fiction e in paperback in edizione limitata da Axolotl Press nel 1991. Il romanzo breve vinse entrambi i premi Nebula e Hugo. Successivamente l'autrice ampliò la storia nella forma del romanzo lungo nel 1993, mantenendo il titolo originale.
Il romanzo è stato tradotto in varie lingue; nella forma breve è stato tradotto in italiano per la prima volta nel 1992 da Mondadori col titolo Modificazione genetica, ritradotto da Editrice Nord nel 1995 come Dormire, forse sognare... e infine ritradotto da Delos Books nel 2005 come Mendicanti in Spagna. Nella forma lunga è stato pubblicato come Mendicanti di Spagna nel 1997 da Mondadori nella collana Urania.

### Edizioni
- (EN) Nancy Kress, Beggars in Spain, 1991.
- Nancy Kress, Modificazione genetica, in Millemondinverno 1992: 2 romanzi e 5 racconti, traduzione di Micaela Acocella, Millemondi n° 42, Arnoldo Mondadori Editore, 1992.
- Nancy Kress, Dormire, forse sognare..., in I Premi Hugo 1991-1994, traduzione di Viviana Viviani, Grandi Opere Nord 27, Editrice Nord, 1995, ISBN 88-429-0864-9.
- Nancy Kress, Dormire, forse sognare..., in I Premi Hugo 1991-1994, traduzione di Viviana Viviani, Euroclub, 1996.
- Nancy Kress, Mendicanti di Spagna, collana Urania 1315, traduzione di Antonella Pieretti, Arnoldo Mondadori Editore, 1997.
- Nancy Kress, Mendicanti in Spagna, traduzione di Viviana Viviani, Odissea Fantascienza n° 2, Delos Books, 2005,  p. 160, ISBN 88-89096-24-1.
- Russo: Испанские нищие ("Mendicanti spagnoli"), 1997, ISBN 5-697-00121-5